# Aquí, el que no corre... vuela
Aquí, el que no corre...vuela es una película española, dirigida por Tito Fernández y estrenada el 21 de marzo de 1992.

## Argumento
Comedia de situación, con historias entrecruzadas y centrada en una banda de delincuentes, encabezada por Teo. Junto a él, sus amigos Juan y Lola que son pareja, su hermana Reme y su sobrino Tato. Este último ha entablado una relación sentimental con Mila, secretaria de Miguel, importante empresario. Miguel se convierte, de este modo, en el primer objetivo a estafar de la amplia banda de Teo.

## Reparto
- María Barranco ... Lola
- Arturo Fernández ... Miguel Lagos
- José Coronado ... Juan
- Maribel Guardia ... Reme
- Jesús Vázquez ... Tato
- Arancha Del Sol ... Mila
- Natalia Estrada ... Olga
- Alfredo Landa ... Teo
- Rossy de Palma
- Agustín González ... Comisario Valdés
- Antonio Gamero ... Garduño
- Blaki
- Alberto Fernández ... Rico del coche
- José Lifante ... Joyero
- Julián Navarro ... Dueño Zapatería
- María Vico ... Ira de Fromanstein
- Ramón Lillo ... Encargado Vips
- Fernando Fralle ... Culturista
- Santiago Álvarez ... Albacea Testamentario
- Manuel Torres ... Exnovio de Lola
- Tomás Gayo ... Maitre d'hotel
- Félix Navarro ... Señor trajeado
- Carmen Martínez Sierra ... Señora Vips

## Otros datos
- Espectadores: 256.678
- Recaudación: 630.386,28€.